# Alfred Schreiber (Schauspieler, 1871)
Alfred Schreiber (* 11. September 1871 in Dresden; † August 1927 in Wien) war ein deutscher Schauspieler.

## Leben
Durch den Schauspieler Adolf Klein angeregt, ließ er sein Talent von diesem prüfen. Er nahm Unterricht bei Karl Senff-Georgi (1855–1901). Seine erste Stelle war die eines Volontärs am Hoftheater in Oldenburg. Von 1892 bis 1895 wirkte er  in Görlitz, danach  in Freiburg, wo er als „Oberleutnant Schwarze“  debütierte. 1897 war er am Thaliatheater Hamburg beschäftigt. 1898 leistet er seine einjährige Militärdienstpflicht ab. 1899 ging er an die Hofbühne Coburg-Gotha, dort wirkte er bis mindestens 1902. Die letzten achtzehn Jahre war er Mitglied des Deutschen Volkstheaters Wien. Zum Beispiel im November 1923 ist sein Gastspiel in Ibsenschen Drama „Rosmersholm“ in den Vereinigten deutschen Theater in Brno erwähnt.
Ab spätestens 1918 bis mindestens 1926 trat er auch in mehreren Stummfilmen auf, so unter anderem in Alexander Kordas in Wien gedrehtem Film Prinz und Bettelknabe.

## Filmografie (Auswahl)
- 1918: Frank Boyers Diener
- 1920: Prinz und Bettelknabe
- 1920: Golgatha
- 1922: Die Menschen nennen es Liebe
- 1922: Herren der Meere
- 1924: Die Puppe des Maharadscha
- 1924: Das goldene Kalb
- 1926: Frau Sopherl vom Naschmarkt